# مورلگانج
مورلگانج (به لاتین: Morrelganj) یک منطقهٔ مسکونی در بنگلادش است که در ناحیه باگرهات واقع شده‌است. مورلگانج ۴۶۰٫۹۱ کیلومتر مربع مساحت و ۳۲۱٬۱۵۳ نفر جمعیت دارد.